# 푸둥난루역
푸둥난루역(중국어: 浦东南路站, 영어: South Pudong Road)은 중화인민공화국 상하이 푸둥 신구 스지따다오에 있는 상하이 지하철 2호선 역이다. 역사는 지하 섬식 구조를 가지고 있다.

## 대중교통환승
82, 119, 314, 338, 339, 454, 583, 584, 607, 630, 783,783路区间, 787, 791, 792, 796, 798, 818, 870, 961, 977, 981, 985, 隧道四线, 隧道四线区间, 沪合线, 沪南线, 申江线, 泰高线, 东川专线, 浦卫专线, 施崂专线

## 출구
- 1번출구: 스지따다오 북쪽, 푸둥난루 동쪽
- 2번출구: 스지따다오 북쪽, 난촨베이루 서쪽
- 3번출구: 스지따다오 남쪽, 난촨베이루 서쪽
- 4번출구: 스지따다오 남쪽, 푸둥난루 동쪽

틀:상하이 지하철 14호선